# Paulo Diniz
Paulo Diniz, nome artístico de Paulo Lira de Oliveira (Pesqueira, 24 de janeiro de 1940, — Recife, 22 de junho de 2022) foi um cantor e compositor brasileiro.

## Biografia
Filho de Vanderlon Diniz, nascido no bairro Farroupilha, dos 12 aos 16 anos trabalhou nas fábricas de doces Peixe, da sua cidade natal, Pesqueira, no interior pernambucano, e engraxava sapatos no Centro desta Cidade, para ajudar a sua mãe, pois eram pobres. Aos 14 anos de vida, despertou pela carreira de locutor, ao começar a falar nos microfones dos Serviços de Alto-falantes de Pesqueira - S.A.P. Daí, conseguiu uma oportunidade na Rádio Difusora de Pesqueira, da Empresa Jornal do Commercio. Mais tarde, mudou-se para o Recife, onde tentou ganhar a vida engraxando sapatos, como crooner e baterista em casas noturnas, locutor de casas comerciais e, em seguida, locutor e ator da Rádio Jornal do Commercio.
Do Recife, seguiu para Caruaru, e, depois, para Fortaleza, onde atuou como locutor e ator de rádio e televisão. Em 1964 foi para o Rio de Janeiro, onde consultou a Rádio Tupi, foi locutor da Rádio Mayrink Veiga e Rádio Globo, e passou a compor com mais frequência. Sua primeira gravação saiu em 1966, com a canção O Chorão.
Em 1966, no auge da Jovem Guarda, lançou seu primeiro disco, e o iê-iê-iê "O Chorão" se tornou sucesso nacional.
Em 1970, compôs, em parceria com o amigo Odibar, o hino de protesto "Quero Voltar Pra Bahia", cujos versos carregados de saudade prestavam homenagem a Caetano Veloso, que se encontrava exilado em Londres. A canção alcançou os primeiros lugares das paradas em todo o país e se tornou uma espécie de hino, canção-símbolo de uma época conturbada da história política e social do Brasil.
Quatro anos depois lançou dois LPs, e em seguida dedicou-se à tarefa de musicalizar poemas de língua portuguesa de autores como Carlos Drummond de Andrade (E Agora, José?), Gregório de Matos (Definição do Amor), Augusto dos Anjos (Versos Íntimos), Jorge de Lima (Essa Nega Fulô) e Manuel Bandeira (Vou-me Embora pra Pasárgada).
Suas canções foram gravadas por Clara Nunes, Emílio Santiago, Simone e outros cantores. Entre seus sucessos destacam-se "Pingos de Amor", gravado por vários intérpretes, "Canoeiro", "Um Chopp pra Distrair" e "Ponha um arco-íris na sua moringa", mas o sucesso que o consagrou foi a canção "Quero Voltar Pra Bahia".
Entre 1987/1996, em decorrência de graves problemas de saúde que quase o deixaram paralítico, não gravou nenhum disco.
Parcialmente recuperado, em 1997 retomou a carreira, quando novamente já tinha residência fixa no Recife.
Nos últimos anos, residindo no Recife, esteve numa cadeira de rodas, já que a doença que quase o paralisou nos anos 80 retornou a partir de 2005, e dessa vez paralisou seus membros inferiores. Deixou de apresentar-se em 2016, apesar de ter continuado a trabalhar em novas canções até a sua morte, em 22 de junho de 2022, aos 82 anos, de causas naturais.

## Discografia
- Brasil, Brasa, Braseiro, 1967
- Quero Voltar Pra Bahia, 1970
- Paulo Diniz (álbum de 1971), 1971
- E agora, José?, 1972
- Lugar Comum, 1973
- Paulo Diniz (álbum de 1974), 1974
- Paulo Diniz (compacto simples) 1975
- Estradas, 1976
- É Marca Ferrada, 1978
- Canção do Exílio, 1984
- Pegou de Jeito 1985
- 20 super sucessos-novas regravações 1997
- Reviravolta 2004